# Chämmeterbach
Der Chämmeterbach ist ein etwa zwei Kilometer langer Bach am Nordhang des Adlisbergs im Schweizer Kanton Zürich und ein linker Zufluss des Breitibachs.

## Name
Namengebend ist der Siedlungsname Kämmaten beziehungsweise zürichdeutsch Chäm(m)ete. Im Namen steckt mittelhochdeutsch kemenâte ‹ein mit einer Feuerstätte versehenes Gemach, besonders Schlafgemach; Wohnzimmer; Raum zur Aufbewahrung von Kleidern und Waffen; Gerichtsstube; für sich stehendes Gebäude, Wohnhaus›. In Siedlungsnamen verwies das Wort ursprünglich wohl auf ein beheizbares Wohnhaus. Der im Fall des Chämmeterbachs namengebende Siedlungsname findet sich erstmals im Habsburger Urbar 1308 als Kemnaton bezeugt.
Auf älteren Karten trägt er auch den Namen Gockhauserbach. Heute trägt ein parallel verlaufender Bach diesen Namen.

## Verlauf
Der Chämmeterbach entspringt aus der Rooswies am Ortsrand von Gockhausen, durchrinnt dann nordwärts das Chämmeterholz, bildet bei der Waldegg eine kleine Schlaufe, fliesst von dort geradewegs ins Sonnenthal, wo er von links in den Breitibach mündet, der sich schliesslich gut einen halben Kilometer weiter nördlich bei der Gerberei zu Dübendorf in die Glatt ergiesst.